# Coppa Italia 2003-2004 (calcio a 5)
La Coppa Italia 2003-2004 è stata la 19ª edizione assoluta della manifestazione nonché la prima disputata con la formula final eight. Si è svolta tra il 27 febbraio ed il 1º marzo 2004 presso il palazzetto dello sport di Foligno.

## Tabellone
|  | Quarti di finale | Quarti di finale | Quarti di finale |       |    | Semifinali   | Semifinali | Semifinali |  |  | Finale | Finale       | Finale |
|  |                  |                  |                  |       |    |              |            |            |  |  |        |              |        |
|  | 1                | Montesilvano     | 8                |       |    |              |            |            |  |  |        |              |        |
|  | 8                | Luparense        | 3                |       |    |              |            |            |  |  |        |              |        |
|  | 8                | Luparense        | 3                |       |    | Montesilvano | 5          |            |  |  |        |              |        |
|  |                  |                  |                  |       |    | Montesilvano | 5          |            |  |  |        |              |        |
|  |                  |                  | Perugia          | 3     |    |              |            |            |  |  |        |              |        |
|  | 4                | Perugia          | Perugia          | 3     | 10 |              |            |            |  |  |        |              |        |
|  | 4                | Perugia          |                  |       | 10 |              |            |            |  |  |        |              |        |
|  | 5                | Roma RCB         | 9                |       |    |              |            |            |  |  |        |              |        |
|  |                  |                  |                  |       |    |              |            |            |  |  |        | Montesilvano | 2      |
|  |                  |                  |                  | Prato | 4  |              |            |            |  |  |        |              |        |
|  | 3                | Prato            | 1                |       |    |              |            |            |  |  |        |              |        |
|  | 6                | Genzano          | 0                |       |    |              |            |            |  |  |        |              |        |
|  | 6                | Genzano          | 0                |       |    | Prato        | 4          |            |  |  |        |              |        |
|  |                  |                  |                  |       |    | Prato        | 4          |            |  |  |        |              |        |
|  |                  |                  | BNL Roma         | 1     |    |              |            |            |  |  |        |              |        |
|  | 2                | Arzignano        | BNL Roma         | 1     | 0  |              |            |            |  |  |        |              |        |
|  | 2                | Arzignano        |                  |       | 0  |              |            |            |  |  |        |              |        |
|  | 7                | BNL Roma         | 1                |       |    |              |            |            |  |  |        |              |        |

## Risultati

### Quarti di finale
| Arbitri: | Amerigo Scatena (Tivoli) Mauro Del Tutto (Ciampino) |
| Crono:   | Vittorio Sperati (Rieti)                            |

|                                                                                      |           |                                           |
| W. Villalba 12’, 38’ Barbona 23’ R. Villalba 25’, 35’ Morgado 30’, 34’ Giustozzi 33’ | Marcatori | 6’ Juliano 8’ (aut.) Giustozzi 9’ Barboza |

| Arbitri: | Lorenzo Mario Brambilla (Milano) Antonio Mazza (Torino) |
| Crono:   | Simone Rontani (Firenze)                                |

|                                                                            |                       |                                                                            |
| Simi 9'08’’, 28'12’’ (rig.), 31'08’’ Danilo 29'46’’ Romulo Bertoni 51'43’’ | Marcatori             | 16'18’’, 22'39’’ Bacaro 19'46’’, 42'25’’ (t.l.) Manzali 53'14’’Montovaneli |
| Rogério Danilo Romulo Bertoni Gioia Simi                                   | Tiri di rigore 10 – 9 | M. Angelini Romanini Bacaro Mantovani Manzali                              |

| Arbitri: | Rosino Tatti (Avezzano) Stefano Salvadori (Rovigo) |
| Crono:   | Marco Fapone (L'Aquila)                            |

|               |           |  |
| Rubei 18'51’’ | Marcatori |  |

| Arbitri: | Andrea Smacchi (Gubbio) Augusto Balestra (Forlì) |
| Crono:   | Mario Donati (Foligno)                           |

|  |           |                     |
|  | Marcatori | 19'23'’ (t.l.) Nora |

### Semifinali
| Arbitri: | Giuseppe Tossone (Taurianova) Marco Pacenza (Rossano) Fabio Bosi (Foligno) |
| Crono:   | Gionata Morosini (Foligno)                                                 |

|                              |                      |                                 |
| Ippoliti 24'02’’ (aut.)      | Marcatori            | 22'53’’ De Nichile              |
| Vicentini Pellegrini Corsini | Tiri di rigore 4 – 1 | De Nichile Nora Rodrigo Bertoni |

| Arbitri: | Francesco Massini (Roma 1) Catello Abagnale (Ciampino) Francesco Mattia (Frosinone) |
| Crono:   | Roberto Teseo (Roma 1)                                                              |

|                                                                            |           |                                                    |
| Morgado 14'02’’ Giustozzi 29'35’’, 38'35’’ Fabiano 35'16’’ Barbona 35'16’’ | Marcatori | 1'43’’ Edgar Bertoni 5'56’’ Rogério 35'29’’ Danilo |

### Finale
| Arbitri: | Pietro Taranto (Roma 1) Alessandro Capomassi (Roma 1) |

| |            | |
| Rubei 2’ Vicentini 15’, 41'30'’ Corsini 44'50'’ (t.l.) | Marcatori  | 7’ Guisande 18’ Barbona |
| Antonio Sansone Franco Bernardi Anderson Pellegrini Cristian Busato Carlos Chilavert André Vicentini Vincenzo Restivo Douglas Corsini Leandro Pereira Alexandre Feller Andrea Rubei Andrea Bearzi | Formazioni | · Javier Guisande · Saverio Palusci · Fabiano Assad · Daniel Bedin · Gustavo Barbona · René Villalba · Walter Villalba · Danilo Palozzo · Diego Giustozzi · Alfredo Lanza · Eduardo Morgado · Javier López |
| Jesús Velasco | Allenatori | Fabián López |

## Classifica marcatori
| Gol |  |  | Giocatore        | Squadra      |
| --- |  |  | ---------------- | ------------ |
| 3   |  |  | Gustavo Barbona  | Montesilvano |
| 3   |  |  | Diego Giustozzi  | Montesilvano |
| 3   |  |  | Eduardo Morgado  | Montesilvano |
| 3   |  |  | Leandro Simi     | Perugia      |
| 2   |  |  | Vinícius Bacaro  | Roma RCB     |
| 2   |  |  | Danilo           | Perugia      |
| 2   |  |  | Denilson Manzali | Roma RCB     |
| 2   |  |  | Andrea Rubei     | Prato        |
| 2   |  |  | André Vicentini  | Prato        |
| 2   |  |  | René Villalba    | Montesilvano |
| 2   |  |  | Walter Villalba  | Montesilvano |

| Gol |  |  | Giocatore              | Squadra      |
| --- |  |  | ---------------------- | ------------ |
| 1   |  |  | Cesar Anderson Barboza | Luparense    |
| 1   |  |  | Edgar Bertoni          | Perugia      |
| 1   |  |  | Romulo Bertoni         | Perugia      |
| 1   |  |  | Douglas Corsini        | Prato        |
| 1   |  |  | Daniel De Nichile      | BNL Roma     |
| 1   |  |  | Fabiano                | Montesilvano |
| 1   |  |  | Javier Guisande        | Montesilvano |
| 1   |  |  | Juliano                | Luparense    |
| 1   |  |  | Carlos Montovaneli     | Roma RCB     |
| 1   |  |  | Patrick Nora           | BNL Roma     |
| 1   |  |  | Rogério                | Perugia      |

## Premi
- Trofeo "Lealtà nello Sport":  Montesilvano[2]